# Seututie 429
Pour les articles homonymes, voir Route 429.
La route régionale 429 (finnois : Seututie 429) est une route régionale allant de Uutela à Hirvensalmi jusqu'à Pöyry à Hirvensalmi en Finlande,,.

## Présentation
La seututie 429 est une route régionale dans la commune d'Hirvensalmi en Savonie du Sud.

## Parcours
- Uutela
- Kilkinkylä
- Haukonmäki
- centre d'Hirvensalmi
- Pöyry